# Greg Searle
Greg Searle, född den 20 mars 1972 i Ashford i Storbritannien, är en brittisk roddare.
Han tog OS-brons i åtta med styrman i samband med de olympiska roddtävlingarna 2012 i London.